# فرودگاه نیو لوول
فرودگاه نیو لوول (به انگلیسی: New Lowell Airport) یک فرودگاه خصوصی است . این فرودگاه در کشور کانادا قرار دارد و در ارتفاع ۱۹۱ متری از سطح دریا واقع شده است.